# Moritz Fritz
Moritz Fritz (* 15. Juli 1993 in Bielefeld) ist ein deutscher Fußballspieler. Er steht ab Sommer 2025 beim FC Carl Zeiss Jena unter Vertrag.

## Werdegang
Fritz begann beim VfR Wellensiek mit dem Fußballspielen. Über die weiteren Jugendstationen VfL Theesen, Arminia Bielefeld und Borussia Dortmund wechselte er im Jahr 2012 in die Oberliga-Herrenmannschaft von Arminia Bielefeld II, wo er zum Stammspieler avancierte und zu 28 Einsätzen kam, in denen er fünf Tore erzielte.
Nach vier weiteren Stationen in der Regionalliga West bei SV Lippstadt 08, FC Schalke 04 II, Rot-Weiss Essen und Borussia Dortmund II wechselte Fritz im Sommer 2017 in die 3. Liga zum SC Fortuna Köln. Am 5. Spieltag gab er beim 4:0-Sieg gegen den Karlsruher SC sein Debüt, nachdem er in der 81. Minute eingewechselt wurde. Seinen ersten Startelfeinsatz hatte er am 6. Spieltag, beim 1:1-Unentschieden gegen den SV Wehen Wiesbaden.
Nach dem Abstieg aus der 3. Liga mit Fortuna wechselte Fritz im Sommer 2019 zum Kölner Stadtrivalen und Drittligaaufsteiger Viktoria.
Im Sommer 2025 wechselt er zum FC Carl Zeiss Jena.

## Erfolge
Rot-Weiss Essen
- Niederrheinpokal-Sieger: 2016

FC Viktoria Köln
- Mittelrheinpokal-Sieger: 2021, 2022, 2023, 2025